# Proechimys guairae
Proechimys guairae är en däggdjursart som beskrevs av Thomas 1901. Proechimys guairae ingår i släktet Proechimys och familjen lansråttor. IUCN kategoriserar arten globalt som livskraftig. Inga underarter finns listade i Catalogue of Life.
Denna gnagare förekommer i nordöstra Colombia och norra Venezuela. Den når i kulliga områden 800 meter över havet. Arten vistas i mera torra tropiska skogar och den besöker odlingsmark. Födan utgörs troligen av frön, frukter och andra växtdelar.